# Décorations militaires obsolètes des États-Unis
Les décorations militaires obsolètes des États-Unis ont été officiellement retirées des tableaux de préséance et listées comme « Décorations militaires obsolètes » dans les publications et instructions militaires.
En règle générale, l'administration militaire américaine déclare une médaille obsolète vingt à trente ans après sa dernière attribution à un personnel de l'armée en service actif ou, à un réserviste effectuant son service annuel, dans le cas des médailles qui leur sont destinées.
Les médailles récompensant la bravoure (comme la Medal of Honor et la Silver Star) sont rarement classées comme obsolètes ne tenant aucun compte du temps écoulé depuis leur dernière attribution. Ces médailles peuvent être réactivées dans le cas de conflits où les forces armées américaines seraient impliquées.
Bien que les « médailles de service des Guerres mondiales des États-Unis » aient été également déclarées obsolètes, elles apparaissent encore dans différentes publications et manuels d'instructions. Un grand nombre de vétérans arborent aussi ces médailles lors de réceptions ou de cérémonies de vétérans (Veterans of Foreign Wars ou American Legion)
Les décorations suivantes ont été déclarées obsolètes, la plupart récompensant des opérations militaires antérieure à 1935.

## Guerre d'indépendance
| Badge of Military Merit | Fidelity Medallion |
| ----------------------- | ------------------ |
|                         |                    |

## Interarmées
| The National Match Team ("Dogs of War") Medal |
| --------------------------------------------- |
|                                               |

| Medal for Humane Action | Korean Service Medal |
| ----------------------- | -------------------- |
|                         |                      |
|                         |                      |

## Service dans l'armée (de terre)
| Certificate of Merit Medal |
| -------------------------- |
|                            |
|                            |

| Civil War Campaign Medal | Indian Campaign Medal | Spanish Campaign Medal | Spanish War Service Medal |
| ------------------------ | --------------------- | ---------------------- | ------------------------- |
|                          |                       |                        |                           |
|                          |                       |                        |                           |

| Army of Cuban Occupation Medal | Army of Cuban Pacification Medal | Army of Puerto Rican Occupation Medal |
| ------------------------------ | -------------------------------- | ------------------------------------- |
|                                |                                  |                                       |
|                                |                                  |                                       |

| Philippine Campaign Medal | Philippine Congressional Medal | China Campaign Medal | Mexican Service Medal | Mexican Border Service Medal |
| ------------------------- | ------------------------------ | -------------------- | --------------------- | ---------------------------- |
|                           |                                |                      |                       |                              |
|                           |                                |                      |                       |                              |

| Army Wound Ribbon |
| ----------------- |
|                   |

| Army Marksmanship Prize Medals (multiple versions) | Army Team Marksmanship Medals (1st version) | Army Distinguished Aerial Gunner/Bomber Medals | Army Team Marksmanship Medals (2nd version) | Army Distinguished Automatic Rifleman Medal |
| -------------------------------------------------- | ------------------------------------------- | ---------------------------------------------- | ------------------------------------------- | ------------------------------------------- |
|                                                    |                                             |                                                |                                             |                                             |

## Service dans la marine et le corps des marines
| Marine Corps Brevet Medal | Specially Meritorious Service Medal |
| ------------------------- | ----------------------------------- |
|                           |                                     |
|                           |                                     |

| Civil War Campaign Medal | Spanish Campaign Medal | Philippine Campaign Medal | Mexican Service Medal | West Indies Campaign Medal |
| ------------------------ | ---------------------- | ------------------------- | --------------------- | -------------------------- |
|                          |                        |                           |                       |                            |
|                          |                        |                           |                       |                            |

| China Relief Expedition Medal | China Service Medal | Yangtze Service Medal | Dominican Campaign Medal | Cuban Pacification Medal |
| ----------------------------- | ------------------- | --------------------- | ------------------------ | ------------------------ |
|                               |                     |                       |                          |                          |
|                               |                     |                       |                          |                          |

| Nicaraguan Campaign Medal | Second Nicaraguan Campaign Medal | Haitian Campaign Medal (1917 & 1921) | Naval Reserve Medal |
| ------------------------- | -------------------------------- | ------------------------------------ | ------------------- |
|                           |                                  |                                      |                     |
|                           |                                  |                                      |                     |

| Navy Fleet Marine Force Ribbon | Marine Corps Reserve Ribbon | Reserve Special Commendation Ribbon |
| ------------------------------ | --------------------------- | ----------------------------------- |
|                                |                             |                                     |

| Distinguished Marksman and Pistol Shot Ribbon | Distinguished Marksman Ribbon | Distinguished Pistol Shot Ribbon | Marine Corps Marksmanship Competition Medals (1st version) | Navy Expert Team Rifleman Medal |
| --------------------------------------------- | ----------------------------- | -------------------------------- | ---------------------------------------------------------- | ------------------------------- |
|                                               |                               |                                  |                                                            |                                 |

## Service dans les garde-cotes
| Transportation Distinguished Service Medal |
| ------------------------------------------ |
|                                            |
|                                            |

| Secretary of Transportation Outstanding Unit Award | Coast Guard Bicentennial Unit Commendation |
| -------------------------------------------------- | ------------------------------------------ |
|                                                    |                                            |

## Service dans les forces aériennes
| Air Force Recruiter Ribbon | Air Force Military Training Instructor Ribbon |
| -------------------------- | --------------------------------------------- |
|                            |                                               |

| Air Force Gold & Silver Elementary Excellence-In-Competition Medals | Air Force Gold National Excellence-In-Competition Medals |
| ------------------------------------------------------------------- | -------------------------------------------------------- |
|                                                                     |                                                          |